# لقمان (ایلخانی)
لقمان پسر طغاتیمور خان، از نوادگان جوچی قسار، برادر چنگیز خان (۷۶۱ تا ۷۹۰ ق) از مدعیان تاج و تخت در دوره ایلخانان رقیب بود.
امیر ولی که پس از طغاتیمور سربداران را از جرجان رانده بود، در سال ۷۶۱ ق عنوان سلطنت جرجان را به او داد، اما مدتی بعد چون او را مناسب این منصب نمی‌دانست، او را از این مقام عزل کرد. تیمور که در سال ۷۸۶ ق جرجان را از امیر ولی گرفته و لقمان را به حکومت جرجان گمارد و او تا سال ۷۹۰ ق در این مقام باقی بود. بعد از لقمان، تیمور، پسر او به نام پیرک را جانشین او کرد و حکومت استرآباد را به وي داد.